# ときめき生情報810
『ときめき生情報810』（ときめきなまじょうほうはちいちまる）は、1984年4月2日から1985年3月29日までJNN各局などで放送された、朝の情報番組である。放送時間は月曜から金曜の午前8時10分から8時30分までの生放送。

## 出演者
- 大沼啓延（司会）
- 相沢早苗（司会）
- 神本宗幸（ピアノ演奏、元世良公則&ツイストのキーボード奏者）
- 角熊ゆきえ（つのくま・ゆきえ、エレクトーン演奏）

## 番組概要
それまで放送されていた『ポーラテレビ小説』の再放送が終了した枠で放送された番組。午前7時からの『朝のホットライン』、8時からの『JNN8時のニュース』を受けて、8時10分からの20分間。系列各局のスタジオからの話題と、スタジオでのピアノとエレクトーンの生演奏がメインであった。大沼は『朝のホットライン』のスポーツコーナーと連投での出演となった。1985年4月、かねて出演者が掛け持ちしていた『朝のホットライン』の第2部として放送されることになり終了した。

## コーナー
- オープニング→きょうの洗濯指数
  - 冒頭は相沢の「8時10分、全国の洗濯指数です！」の声で始まり、各地の指数を紹介したのち「オーバー・ザ・レインボー」を大沼と相沢が歌い、その後中継各局のアナウンサーが各地の朝の模様を伝えた。
- きょうの健康食
- 耳より情報 女のネットワーク
  - 毎日3局が登場。各局のスタジオからクロマキーに映し出された各地の空を背景に話題を紹介した。『朝のホットライン』の「お天気マン」コーナーでも同様の手法が取られていた。このコーナーのみ『朝のホットライン』に引き継がれる。
- 神本宗幸のときめきピアノ
  - ツイストのキーボード奏者・神本がピアノを、角熊がエレクトーンを毎朝生放送でセッション演奏をした。
- 早苗のコンピュータ占い
  - 朝のワイドショーの番組に占いを取り入れたのは、この番組が初めてとも言われる[誰によって?]。

## 放映ネット局
系列は当時の系列。
| 放送対象地域  | 放送局         | 系列                   | 備考                 |
| ------------- | -------------- | ---------------------- | -------------------- |
| 関東広域圏    | 東京放送       | TBS系列                | 制作局 現：TBSテレビ |
| 北海道        | 北海道放送     | TBS系列                |                      |
| 青森県        | 青森テレビ     | TBS系列                |                      |
| 宮城県        | 東北放送       | TBS系列                |                      |
| 秋田県        | 秋田放送       | 日本テレビ系列         | [ 1 ]                |
| 福島県        | テレビユー福島 | TBS系列                |                      |
| 山梨県        | テレビ山梨     | TBS系列                |                      |
| 新潟県        | 新潟放送       | TBS系列                |                      |
| 長野県        | 信越放送       | TBS系列                |                      |
| 静岡県        | 静岡放送       | TBS系列                |                      |
| 石川県        | 北陸放送       | TBS系列                |                      |
| 中京広域圏    | 中部日本放送   | TBS系列                | 現：CBCテレビ        |
| 島根県 鳥取県 | 山陰放送       | TBS系列                |                      |
| 岡山県 香川県 | 山陽放送       | TBS系列                | 現：RSK山陽放送      |
| 広島県        | 中国放送       | TBS系列                |                      |
| 山口県        | テレビ山口     | TBS系列 フジテレビ系列 |                      |
| 徳島県        | 四国放送       | 日本テレビ系列         | [ 2 ]                |
| 愛媛県        | 南海放送       | 日本テレビ系列         | [ 1 ]                |
| 高知県        | テレビ高知     | TBS系列                |                      |
| 福岡県        | RKB毎日放送    | TBS系列                |                      |
| 長崎県        | 長崎放送       | TBS系列                |                      |
| 熊本県        | 熊本放送       | TBS系列                |                      |
| 大分県        | 大分放送       | TBS系列                |                      |
| 宮崎県        | 宮崎放送       | TBS系列                |                      |
| 鹿児島県      | 南日本放送     | TBS系列                |                      |
| 沖縄県        | 琉球放送       | TBS系列                |                      |

- 岩手放送・毎日放送はローカル番組を編成したためネットしなかった。

## エピソード
- 放送開始直前に、ジャズピアノ奏者・カウント・ベイシーの訃報が飛び込み、神本が急遽その日の「ときめきピアノ」で演奏する曲を変更。レコード室に駆け込み、カウント・ベイシーの曲を聴き、生放送で演奏を行った。
- 1984年の田植えシーズンには、長野県で農家を営む相沢の実家から田植え生中継を行った。
- 「ときめきピアノ」のコーナーで演奏された、ピアノとエレクトーンのデュエット演奏の譜面を求める視聴者からの葉書が多く、1985年3月に「デュエットコンサート」のタイトルで譜面集が発売された。
- 1985年3月20日にはTBSホールで公開生放送を実施。生放送後には神本・角熊による「ときめきコンサート」も行われた。